# Gehaktbal

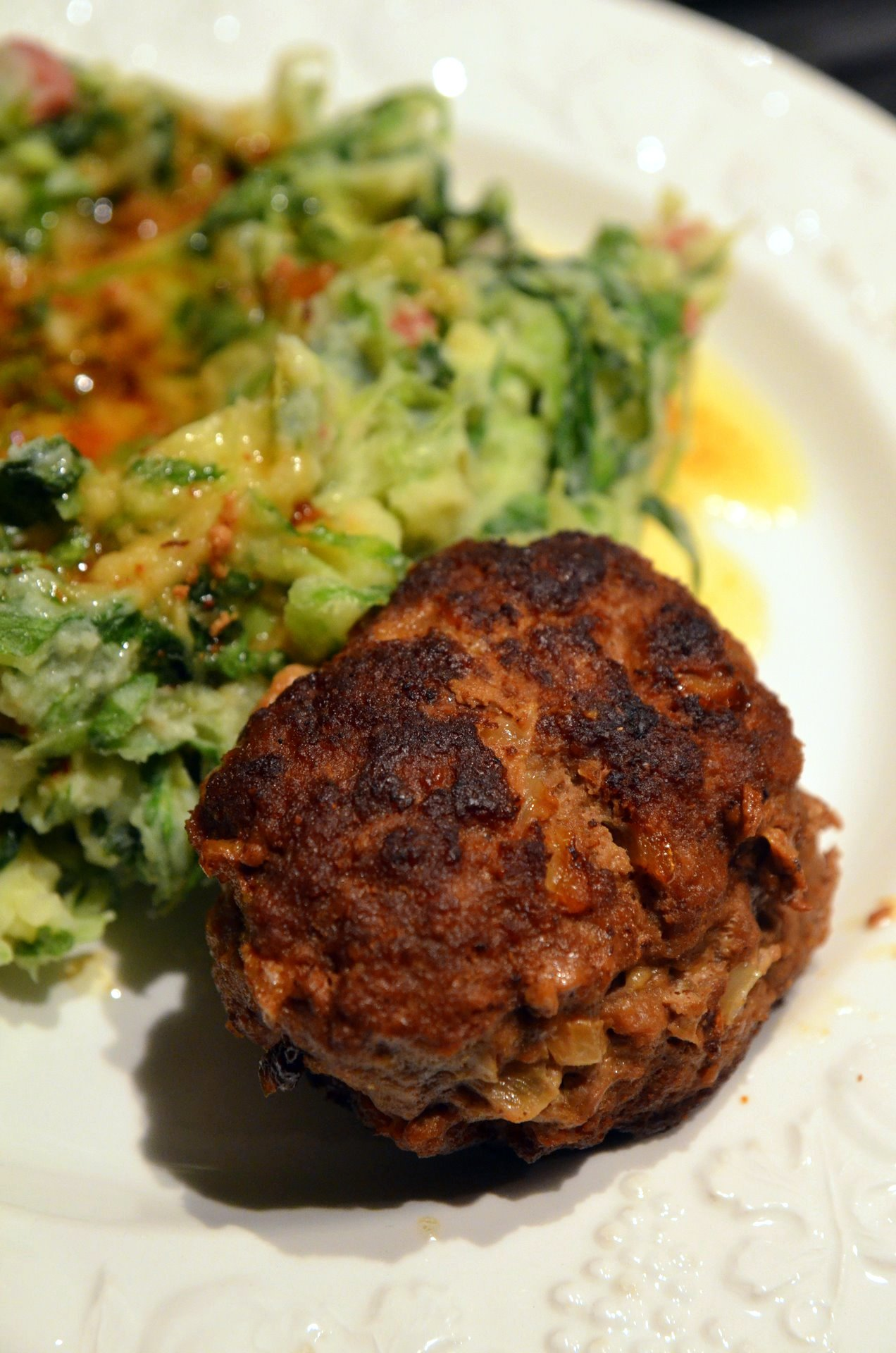
Gehaktbal met andijviestamppot en een kuiltje jus

Een gehaktbal is een vleesproduct dat wordt gemaakt door gehakt tot een bal te draaien en daarna te braden. Om de bal niet uit elkaar te laten vallen in de koekenpan kan voor het bakken een ei en brood, verkruimelde beschuit of paneermeel worden toegevoegd. Meestal wordt peper en zout toegevoegd, en soms andere kruiden of bijvoorbeeld knoflook en uiensnippers.
De gehaktbal is al lange tijd een veelvoorkomend voedingsmiddel, veelal met jus of mosterd geserveerd. Naarmate vroeger de armoede groter was bestond de gehaktbal meer uit brood.
In sommige streken in België noemt men een gehaktbal een frikadel. Behalve in Wallonië is ook in Vlaanderen de Franstalige term boulette soms gebruikelijk.

## Varianten
- Een in plakken gesneden voorgebraden gehaktbal met stukjes ui aan een satéstokje geregen en even gefrituurd wordt berenhap, berenpoot, berenklauw of Spoetnik (in Limburg) genoemd.
- Een gehaktbal op een broodje wordt ook wel een broodje bal genoemd.
- In België worden gehaktballen meestal geserveerd met tomatensaus. Ballekes in tomatensaus is een populair gerecht. Ook worden ze in België vaak opgediend met krieken.
- Kleine gehaktballetjes worden toegevoegd aan soepen: soepballetjes. Deze worden meestal niet gebakken, maar gepocheerd in de bouillon.
- Een gehaktbal die met een hardgekookt ei is gevuld, is een vogelnestje.
- In Griekenland wordt een gehaktbal een kefte genoemd. Meestal spreekt men van keftedes, meerdere gehaktballen of keftedakia (gehaktballetjes). Deze zijn gekruid met oregano en peterselie en uiteraard zout en peper. Er zijn varianten waarbij munt, tijm, rozemarijn en/of paprikapoeder worden gebruikt. Ook voegt men olijfolie toe en traditioneel worden ze in een tomatensaus geserveerd. Keftedes kunnen zowel gebakken als gegrild worden. Er bestaat een variant, souzouki genaamd, die van lamsvlees wordt gemaakt.

## Trivia
- Het woord gehaktbal of bal gehakt wordt ook wel gebruikt als scheldwoord. Harry Touw maakte in zijn rol van Fred Haché iedereen uit voor Bal gehakt; van de Baron in het televisieprogramma Bassie en Adriaan is Bal Gehakt een van zijn favoriete scheldwoorden.
- In de regio Den Haag worden gehaktballen ook wel beschuitstuiters genoemd.[1]